# Liste der Bodendenkmäler in Hausen (bei Aschaffenburg)
Auf dieser Seite sind die Bodendenkmäler in der unterfränkischen Gemeinde Hausen zusammengestellt. Diese Tabelle ist eine Teilliste der Liste der Bodendenkmäler in Bayern. Grundlage ist die Bayerische Denkmalliste, die auf Basis des Bayerischen Denkmalschutzgesetzes vom 1. Oktober 1973 erstmals erstellt wurde und seither durch das Bayerische Landesamt für Denkmalpflege geführt wird. Die folgenden Angaben ersetzen nicht die rechtsverbindliche Auskunft der Denkmalschutzbehörde.

## Bodendenkmäler in Hausen
| Lage                      | Objekt | Akten-Nr.     | Bild           |
| ------------------------- | --- | ------------- | -------------- |
| (Standort)                | Siedlung der Linearbandkeramik. | D-6-6121-0055 |                |
| Hauptstraße 42 (Standort) | Archäologische Befunde im Bereich der spätneuzeitlichen katholischen Kirche St. Michael von Hausen mit frühneuzeitlichem Vorgängerbau und Körperbestattungen im Kirchhof. | D-6-6121-0111 | weitere Bilder |
| (Standort)                | Archäologische Befunde im Bereich der frühneuzeitlichen Muttergotteskapelle am Kapellenberg.                                                                              | D-6-6121-0112 |                |
| (Standort)                | Grabhügel vorgeschichtlicher Zeitstellung. | D-6-6121-0120 |                |